# Yassassin (David Bowie)
Yassassin, sottotitolo (Turkish for Long Live), è un brano musicale scritto ed interpretato dal musicista rock britannico David Bowie nel 1979 per il suo album Lodger.

## Il brano
(Yassassin (Turkish For Long Live), David Bowie)
Yassassin è una canzone in stile reggae con influenze orientali, e venne pubblicata come terzo singolo estratto da Lodger, ma solo nei Paesi Bassi e Turchia.
«Yassassin» è un'espressione turca, traducibile come "Lunga vita". L'attuale parola turca per augurare a qualcuno "lunga vita" si pronuncia yaşasın ([ˈjaʃaˈsɯn]). Il titolo della traccia gioca con l'assonanza del termine con il vocabolo "assassin" ("assassino") dal significato totalmente opposto rispetto al buon augurio in lingua turca.

## Tracce singolo Paesi Bassi
PB 9417
1. Yassassin (Bowie) – 4:13
2. Repetition (Bowie) – 2:59

## Formazione
- David Bowie - voce, sintetizzatore
- Dennis Davis - batteria, cori
- George Murray - basso, cori
- Carlos Alomar - chitarra, cori
- Tony Visconti - chitarra, cori
- Simon House - violino, cori

## Cover
- Litfiba - sull'omonimo EP del 1984.